# Andreas Zajic
Andreas Hermenegild Zajic (geb. 15. August 1975) ist ein österreichischer Mittelalterhistoriker und Privatdozent für Österreichische Geschichte und Historische Hilfswissenschaften. 

## Leben und Wirken
Er studierte 1993–1998 an der Universität Wien Geschichte, Historische Hilfswissenschaften, Klassische Philologie (Latein) und Volkskunde. 1998 Mag. Phil. 1998–2001 Doktoratsstudium (Dissertation: „Zu ewiger gedächtnis aufgericht. Grabdenkmäler als Quelle für Memoria und Repräsentation von Adel und Bürgertum im Spätmittelalter und in der Frühen Neuzeit. Das Beispiel Niederösterreichs“ bei Thomas Winkelbauer) und Ausbildungslehrgang am Institut für Österreichische Geschichtsforschung. 2001 Staatsprüfung mit ausgezeichnetem Erfolg (MAS Geschichtsforschung und Archivwissenschaft) und Promotion zum Dr.phil. 
Seit 2006 ist er wissenschaftlicher Mitarbeiter der Arbeitsgruppe Inschriften des Instituts für Mittelalterforschung der Österreichischen Akademie der Wissenschaften in Wien und seit 2007 Lehrbeauftragter (Paläographie der Neuzeit) am Institut für Geschichte der Universität Wien sowie am dortigen Institut für Österreichische Geschichtsforschung. 2009 Habilitation für Österreichische Geschichte und Historische Hilfswissenschaften an der Universität Wien. Seit 2014 ist er Projektleiter der drei international evaluierten Langzeitunternehmungen der Österreichischen Akademie der Wissenschaften: Die Deutschen Inschriften, Monumenta Germaniae Historica – Diplomata-Edition der Urkunden Ottos IV. und Regesta Imperii, seit 2023 des SFB 9200 "Managing Maximilian".
Zajic lebt mit seiner Familie in Wien.

## Ehrungen und Preise
- 2003 Michael-Mitterauer-Preis für Wirtschafts-, Sozial- und Kulturgeschichte in Wien 2003 (Förderungspreis).
- 2009 Kulturpreise des Landes Niederösterreich 2009 - Anerkennungspreis für Wissenschaft
- 2024 Werner-Welzig-Preis der Österreichischen Akademie der Wissenschaften

## Schriften (Auswahl)
Monographien
- „Zu ewiger gedächtnis aufgericht“. Grabdenkmäler als Quelle für Memoria und Repräsentation von Adel und Bürgertum im Spätmittelalter und in der Frühen Neuzeit. Das Beispiel Niederösterreichs. (= Mitteilungen des Instituts für Österreichische Geschichtsforschung. Ergänzungsband 45). Böhlau, Wien 2004, ISBN 978-3-7029-0480-7 (Abstract).
- Die Inschriften des Bundeslandes Niederösterreich Teil 3: Die Inschriften des Politischen Bezirks Krems (Die Deutschen Inschriften 72) Wien 2008.
- (gemeinsam mit Peter Aichinger-Rosenberger), Schloss Pöggstall, Adelige Residenz zwischen Region und Kaiserhof (mit Beiträgen von Ralph Andraschek-Holzer, Peter Berzobohaty, Margit Blümel-Keller u. a.). (Menschen und Denkmale 2 = Katalog des NÖ Landesmuseums NF 537) St. Pölten 2017.